# Buiksloter Kerkepadbrug
De Buiksloter Kerkepadbrug (brug 364) is een vaste houten brug in Amsterdam-Noord.
De brug leidt voetgangers en fietsers vanaf de Buiksloterdijk naar de Buiksloterkerk, alhoewel daar sinds 1980 geen kerkdiensten meer worden gehouden. De brug is gelegen tussen de erven behorend bij Buiksloterdijk huizen 416 en 420. De kerk is gebouwd op een soort terp in de Buiksloterpolder. Tussen de kerk en de dijk heeft eeuwenlang een afwateringsriviertje gestroomd vanuit het moeras Buiksloterbroek, waardoor een bruggetje nodig was. 
In 2019 ligt de brug over een sloot dat stroomt uit het meertje Buiksloterbreek (het oude Buiksloterbroek). De kerk stond eeuwenlang in eigenlijk onbebouwd gebied en het bruggetje vormde de enige toegang tot de kerk. Op de kaart van rond 1865 staat de kerk nog te midden van weilanden en in 2019 staat ze rondom nog steeds vrij, hoewel de stadse bebouwing haar dicht genaderd is. De kerk is dan voor snelverkeer bereikbaar vanuit de Pinasstraat. In 2019 bestaat de brug, vermoedelijk gerenoveerd in 1968, uit houten balken voor de overspanning, houten planken met reliëf als voet- en fietspad en witte houten leuningen, alles gedragen door een houten paalfundering. De naam van de brug is weergegeven in zwarte letters op een strip.

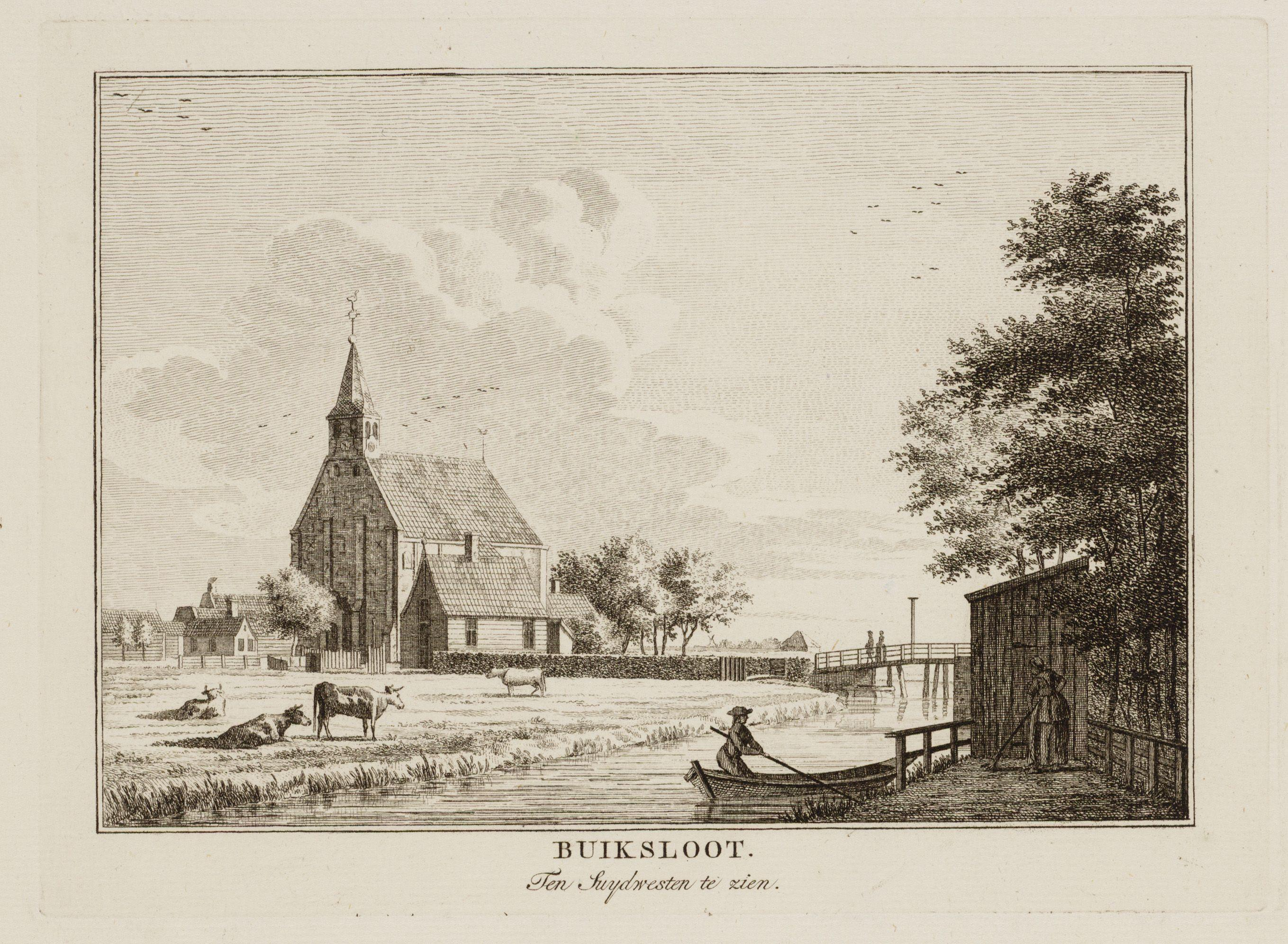
De brug vermoedelijk door Willem Writs rond 1750
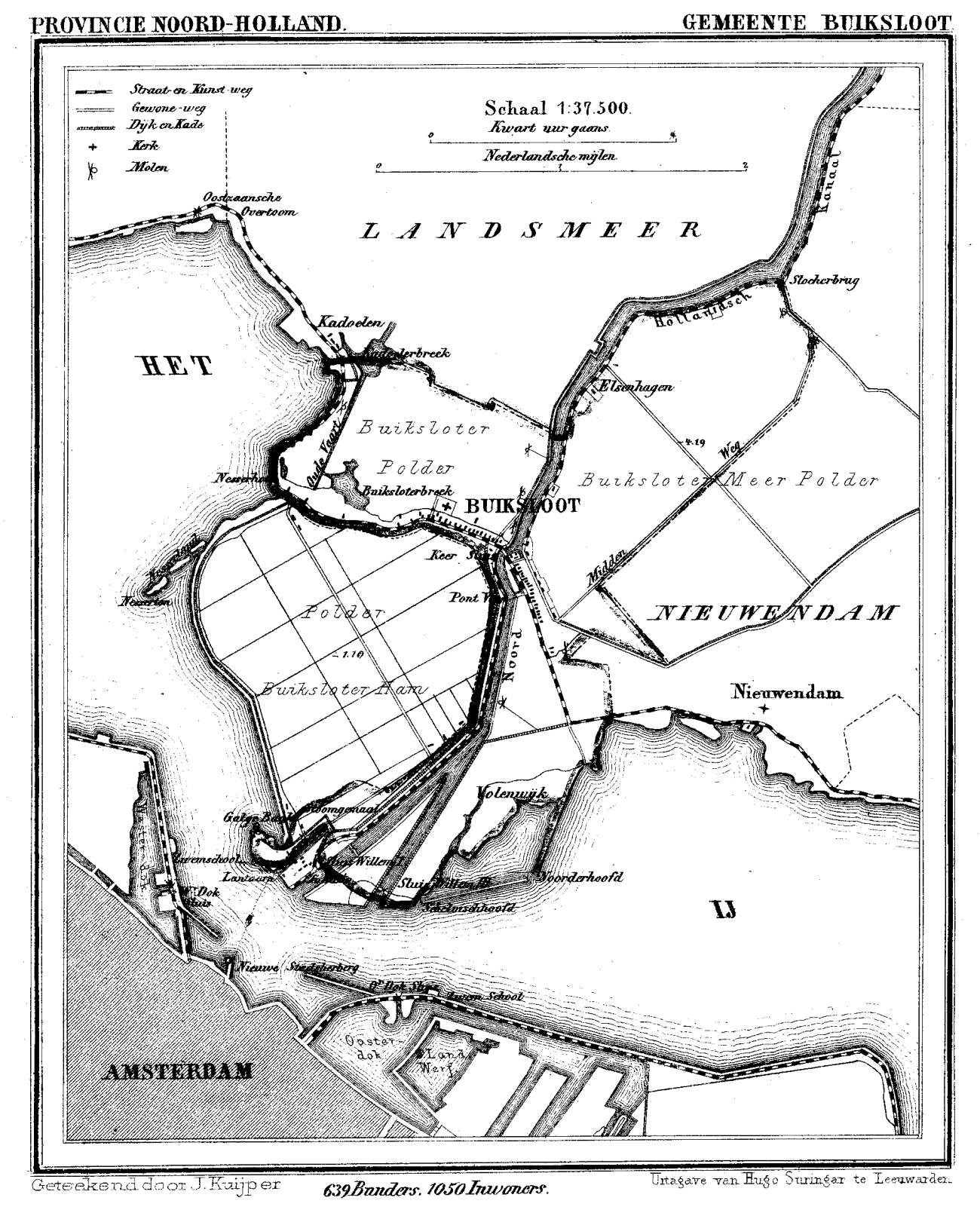
Buiksloot in 1865 met de kerk in het midden
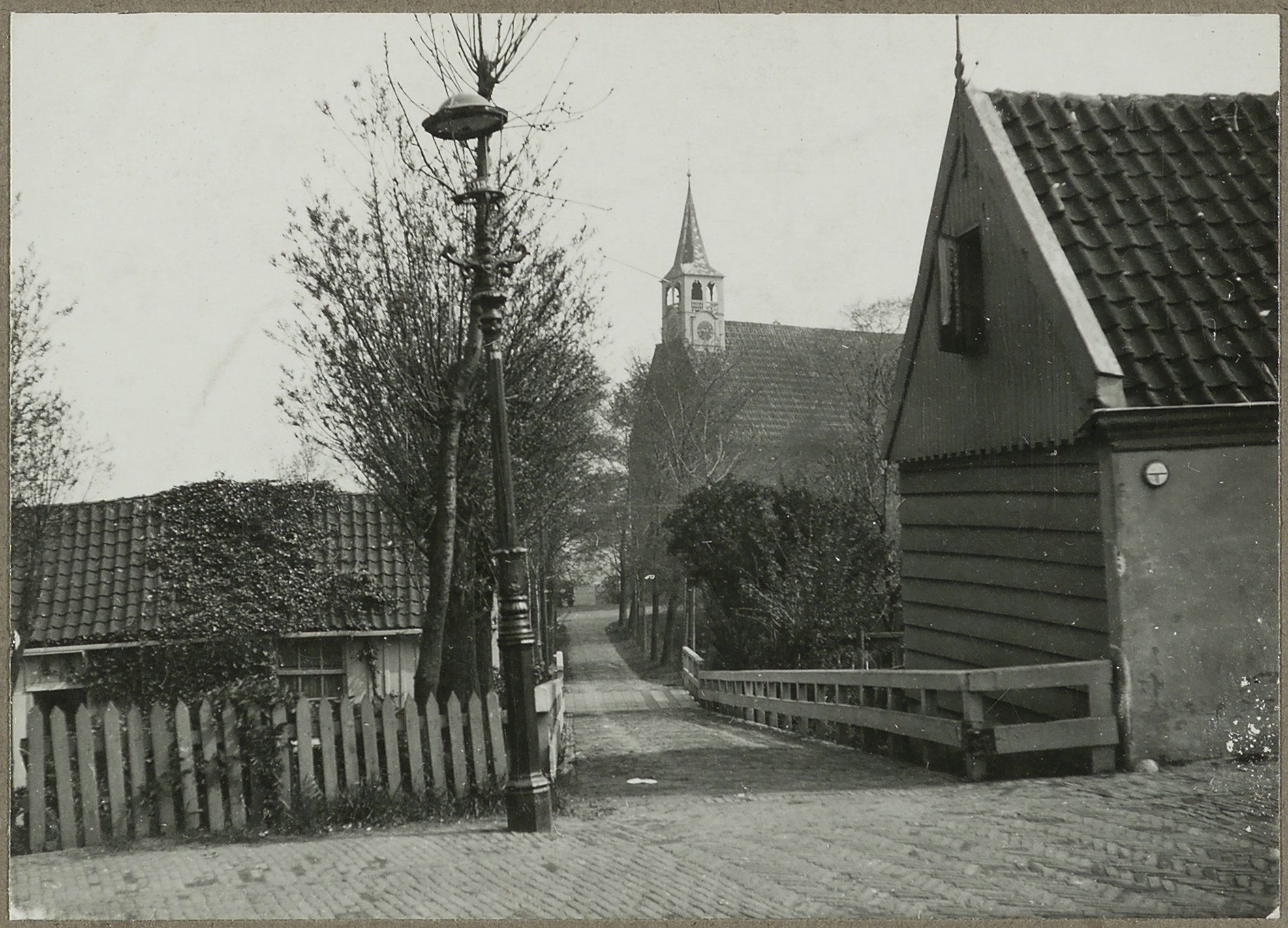
Buiksloter Kerkepadbrug (1941)
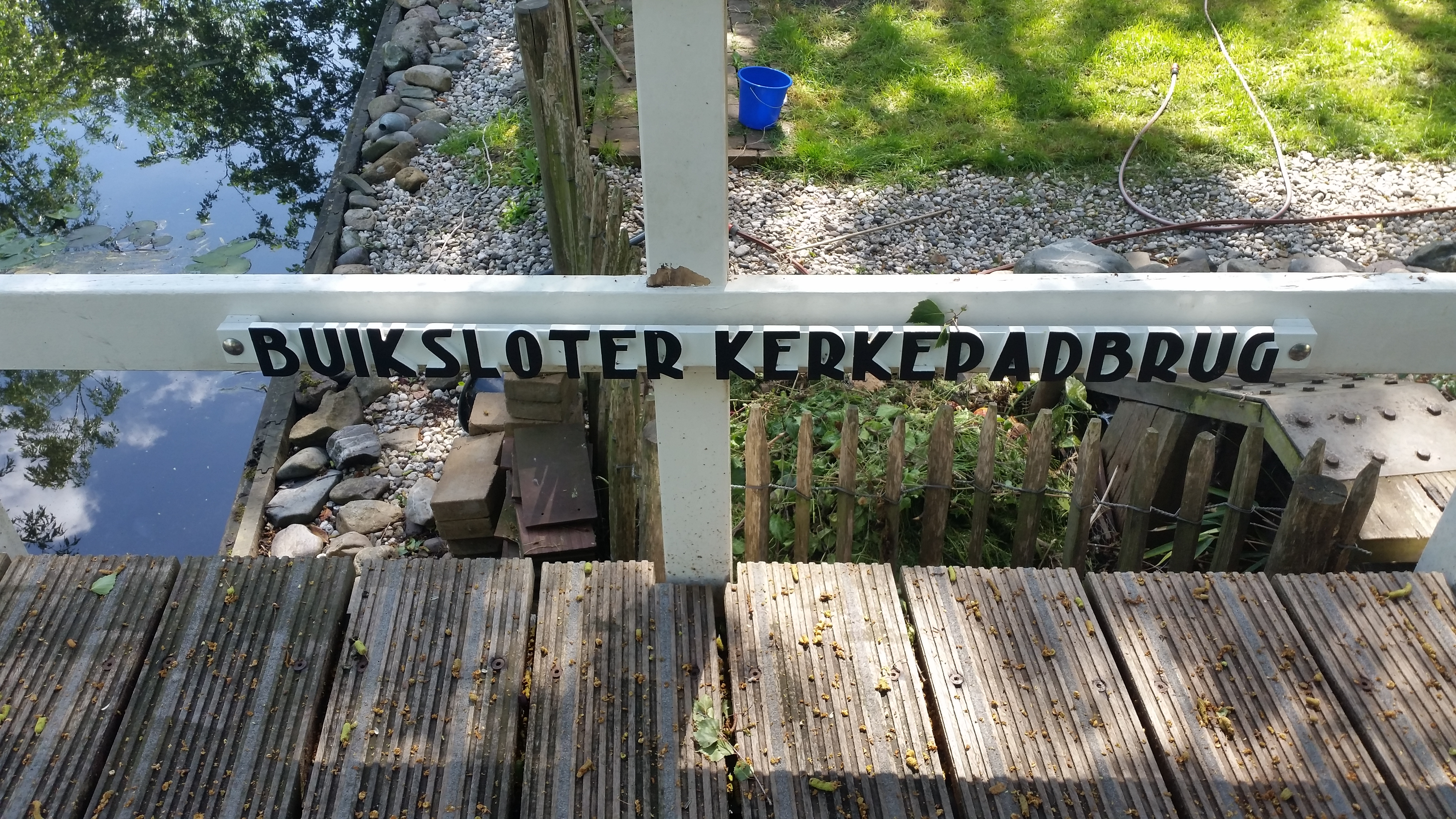
naamplaat (mei 2019)

<<< · 300 · 301 · 302 · 303 · 304 · 305 · 306 · 307 · 308 · 309 · 310 · 311 · 312 · 313 · 314 · 315 · 316 · 317 · 318 · 320 · 321 · 322 · 323 · 324 · 325 · 327 · 328 · 330 · 331 · 332 · 333 · 334 · 335 · 336 · 337 · 338 · 339 · 340 · 341 · 342 · 343 · 344 · 345 · 346 · 347 · 348 · 349 · 350 · 351 · 352 · 353 · 354 · 355 · 356 · 357 · 358 · 359 · 360 · 361 · 362 · 363 · 364 · 365 · 366 · 367 · 368 · 371 · 372 · 373 · 374 · 375 · 376 · 377 · 378 · 379 · 380 · 381 · 382 · 383 · 385 · 386 · 387 · 388 · 389 · 390 · 391 · 392 · 393 · 394 · 395 · 396 · 397 · 398 · 399 · >>>
Brugnummers 319, 326, 329 (tijdelijke duiker in de Ringspoordijk), 369, 370, 384 zijn niet (meer) vergeven.